# High School Musical: The Concert
High School Musical: The Concert est une tournée effectuée par les membres du casting du téléfilm musical High School Musical : Premiers pas sur scène produit par Walt Disney Television et diffusé en 2006.
Le concert a débuté le 29 novembre 2006 et s'est achevé le 30 mai 2007 après 52 représentations, aux États-Unis, au Canada et en Amérique latine.
Il est parrainé par AEG Live et présenté par Buena Vista Concerts. Il promeut l'album High School Musical qui reprend les principales musiques du téléfilm.

## Membres de la tournée

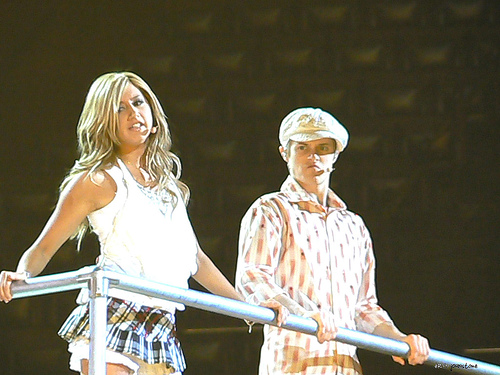
Une performance du concert avec Ashley Tisdale et Lucas Grabeel.

Les acteurs du téléfilm Corbin Bleu, Ashley Tisdale, Lucas Grabeel, Monique Coleman et Vanessa Hudgens participent à cette tournée.
L'acteur Zac Efron est le seul membre principal du téléfilm qui est absent de la tournée en raison du tournage au même moment du film Hairspray dans lequel il joue. Il est remplacé par Drew Seeley qui double Zac Efron dans certaines chansons du téléfilm.

## Chansons interprétées
- Jump to the Rhythm (Jordan Pruitt)
- Teenager (J. Pruitt)
- Outside Looking In (J. Pruitt)
- Miss Popularity (J. Pruitt)
- We Are Family (J. Pruitt)
- Start of Something New
- Stick to the Status Quo

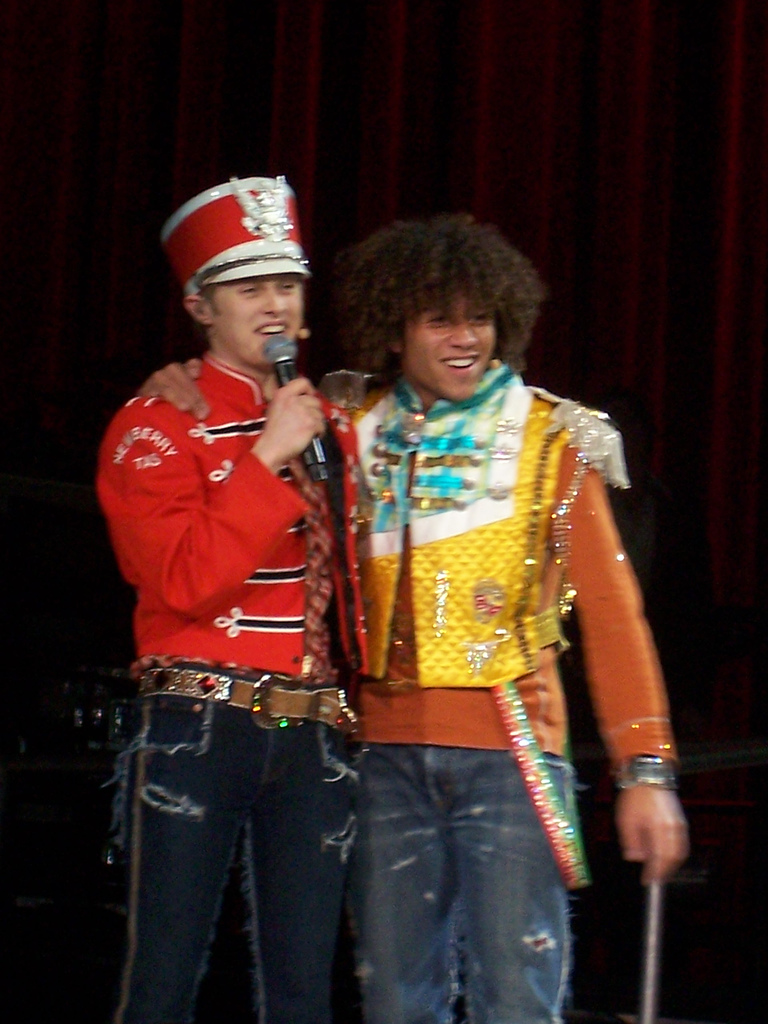
Une performance avec Lucas Grabeel et Corbin Bleu.

- I Can't Take My Eyes Off Of You
- When There Was Me and You (Vanessa Hudgens)
- Headstrong (Ashley Tisdale)
- We'll Be Together (A. Tisdale)
- He Said, She Said (A. Tisdale)
- Get'cha Head in Game (Drew Seeley, Corbin Bleu)
- Dance With Me (D. Seeley)
- Push it to the Limit (Corbin Bleu)
- Marching (C. Bleu)
- What I've Been Looking For: Reprise (D. Seeley, V. Hudgens)
- What I've Been Looking For (Ashley Tisdale, Lucas Grabeel)
- Let's Dance (V. Hudgens)
- Say Ok (V. Hudgens)
- Come Back to Me (V. Hudgens)
- Bop to the Top (A. Tisdale, L. Grabeel)
- Breaking Free (V. Hudgens, D. Seeley)
- We're All in This Together

## Dates des spectacles
| Date              | Ville           | Pays       | Salle                                     | Audience        | Revenus     |
| ----------------- | --------------- | ---------- | ----------------------------------------- | --------------- | ----------- |
| Amérique du Nord  |                 |            |                                           |                 |             |
| 29 novembre 2006  | San Diego       | États-Unis | San Diego Sports Arena                    | 9 736 / 9 803   | 525,518 $   |
| 1er décembre 2006 | San José        | États-Unis | HP Pavilion at San Jose                   | 12 408 / 13 103 | 647,409 $   |
| 3 décembre 2006   | Phoenix         | États-Unis | Jobing.com Arena                          | 11 328 / 12 325 | 604,891 $   |
| 5 décembre 2006   | Sacramento      | États-Unis | ARCO Arena                                | 8 407 / 10 225  | 448,163 $   |
| 6 décembre 2006   | Stockton        | États-Unis | Stockton Arena                            | 7 711 / 9 054   | 414,484 $   |
| 7 décembre 2006   | Bakersfield     | États-Unis | Rabobank Arena                            | 7 428 / 7 829   | 403,528 $   |
| 10 décembre 2006  | Portland        | États-Unis | Rose Garden Arena                         | 7 880 / 13 195  | 423,779 $   |
| 11 décembre 2006  | Seattle         | États-Unis | KeyArena at Seattle Center                | 8 116 / 11 534  | 432,505 $   |
| 16 décembre 2006  | Bossier City    | États-Unis | CenturyTel Center                         | 6 149 / 9 007   | 332,158 $   |
| 17 décembre 2006  | Dallas          | États-Unis | American Airlines Center                  | 12 590 / 14 012 | 657,699 $   |
| 18 décembre 2006  | Houston         | États-Unis | Toyota Center                             | 12 416 / 12 811 | 638,822 $   |
| 20 décembre 2006  | Tampa           | États-Unis | St. Pete Times Forum                      | 13 091 / 14 190 | 677,327 $   |
| 21 décembre 2006  | Orlando         | États-Unis | TD Waterhouse Centre                      | 10 802 / 11 516 | 575,982 $   |
| 22 décembre 2006  | Columbia        | États-Unis | Colonial Center                           | 9 149 / 12 096  | 477,117 $   |
| 23 décembre 2006  | Charlotte       | États-Unis | Charlotte Bobcats Arena                   | 10 937 / 11 101 | 560,025 $   |
| 27 décembre 2006  | Greensboro      | États-Unis | Greensboro Coliseum                       | 10 532 / 14 595 | 545,802 $   |
| 28 décembre 2006  | Washington      | États-Unis | Verizon Center                            | 14 278 / 14 546 | 731,209 $   |
| 29 décembre 2006  | Uniondale       | États-Unis | Nassau Coliseum                           | 26 258 / 26 993 | 1 444 431 $ |
| 30 décembre 2006  | Manchester      | États-Unis | Verizon Wireless Arena                    | 8 956 / 9 283   | 502,429 $   |
| 31 décembre 2006  | Uniondale       | États-Unis | Nassau Coliseum                           | [ 1 ]           | [ 1 ]       |
| 2 janvier 2007    | Toronto         | Canada     | Air Canada Centre                         | 15 041 / 15 841 | 701,317 $   |
| 3 janvier 2007    | Rochester       | États-Unis | Blue Cross Arena                          | 10 507 / 10 863 | 548,724 $   |
| 4 janvier 2007    | Hartford        | États-Unis | Hartford Civic Center                     | 12 673 / 12 824 | 663,195 $   |
| 6 janvier 2007    | Pittsburgh      | États-Unis | Mellon Arena                              | 12 570 / 13 100 | 616,083 $   |
| 7 janvier 2007    | Albany          | États-Unis | Times Union Center                        | 12 028 / 12 301 | 622,798 $   |
| 8 janvier 2007    | East Rutherford | États-Unis | Continental Airlines Arena                | 15 660 / 15 723 | 865,997 $   |
| 10 janvier 2007   | Worcester       | États-Unis | DCU Center                                | 10 738 / 11 016 | 569,467 $   |
| 11 janvier 2007   | Philadelphie    | États-Unis | Wachovia Spectrum                         | 12 545 / 13 210 | 653,193 $   |
| 12 janvier 2007   | Charlottesville | États-Unis | John Paul Jones Arena                     | 10 053 / 12 162 | 527,621 $   |
| 13 janvier 2007   | Cincinnati      | États-Unis | US Bank Arena                             | 11 445 / 11 633 | 614,895 $   |
| 14 janvier 2007   | Cleveland       | États-Unis | Wolstein Center                           | 10 350 / 10 569 | 564,911 $   |
| 16 janvier 2007   | Auburn Hills    | États-Unis | The Palace of Auburn Hills                | 15 043 / 15 385 | 775,157 $   |
| 17 janvier 2007   | Indianapolis    | États-Unis | Conseco Fieldhouse                        | 11 590 / 13 159 | 600,484 $   |
| 18 janvier 2007   | Columbus        | États-Unis | Schottenstein Center                      | 13 286 / 13 649 | 683,026 $   |
| 19 janvier 2007   | Chicago         | États-Unis | Allstate Arena                            | 13 442 / 13 442 | 696,237 $   |
| 21 janvier 2007   | Milwaukee       | États-Unis | Bradley Center                            | 13 997 / 14 499 | 706,182 $   |
| 22 janvier 2007   | Saint-Louis     | États-Unis | Scottrade Center                          | 15 206 / 15 487 | 772,296 $   |
| 23 janvier 2007   | Kansas City     | États-Unis | Kemper Arena                              | 13 768 / 14 039 | 711,456 $   |
| 26 janvier 2007   | Anaheim         | États-Unis | Honda Center                              | 12 019 / 12 367 | 651,591 $   |
| 27 janvier 2007   | Fresno          | États-Unis | Selland Arena                             | 6 776 / 7 414   | 395,140 $   |
| 28 janvier 2007   | Las Vegas       | États-Unis | Thomas & Mack Center                      | 12 374 / 12 374 | 637,669 $   |
| 29 janvier 2007   | Los Angeles     | États-Unis | Staples Center                            | 13 804 / 13 910 | 717,482 $   |
| Amérique latine   |                 |            |                                           |                 |             |
| 15 mai 2007       | Buenos Aires    | Argentine  | Stade Monumental Antonio Vespucio Liberti | NC              | NC          |
| 16 mai 2007       | Buenos Aires    | Argentine  | Stade Monumental Antonio Vespucio Liberti | NC              | NC          |
| 18 mai 2007       | Santiago        | Chili      | Estadio Nacional de Chile                 | 16 570 / 25 000 | 891,140 $   |
| 20 mai 2007       | São Paulo       | Brésil     | Estádio do Morumbi                        | 37 406 / 41 205 | 2 186 358 $ |
| 22 mai 2007       | Caracas         | Venezuela  | Estadio Universitário                     | 8 918 / 14 809  | 507,376 $   |
| 24 mai 2007       | Monterrey       | Mexique    | Auditorio Coca-Cola                       | 16 192 / 18 396 | 1 287 564 $ |
| 25 mai 2007       | Monterrey       | Mexique    | Auditorio Coca-Cola                       | 16 192 / 18 396 | 1 287 564 $ |
| 27 mai 2007       | Mexico          | Mexique    | Foro Sol                                  | 35 139 / 51 215 | 1 981 077 $ |
| 29 mai 2007       | Guadalajara     | Mexique    | Arena VFG                                 | 19 120 / 19 440 | 1 081 651 $ |
| 30 mai 2007       | Guadalajara     | Mexique    | Arena VFG                                 | 19 120 / 19 440 | 1 081 651 $ |

## DVD
Le DVD live du concert, High School Musical, le concert (High School Musical: The Concert), est sorti le 26 juin 2007 aux États-Unis et le 3 octobre 2007 en France. Il s'agit de la performance réalisée le 18 décembre 2006 au Toyota Center de Houston au Texas devant près de 12 500 personnes.
Le contenu du DVD est le suivant :
- Une étoile est née : Jordan Pruitt (14 minutes - VOST)
- High School Musical en tournée : mini making of (10 minutes - VOST)
- À vous de réaliser le concert, le concert en multi-angle
- Premières images de High School Musical 2 (2 minutes - VOST)

Les musiques du concert sont les suivantes :
1. Start of Something New – Drew Seeley, Vanessa Hudgens, Ashley Tisdale, Lucas Grabeel, Monique Coleman & Corbin Bleu
2. Stick to the Status Quo – Drew Seeley, Vanessa Hudgens, Ashley Tisdale, Lucas Grabeel & autres
3. I Can't Take My Eyes Off Of You – Drew Seeley, Vanessa Hudgens, Ashley Tisdale, Lucas Graabel, Monique Coleman & Corbin Bleu
4. When There Was Me And You – Vanessa Hudgens
5. We'll Be Together – Ashley Tisdale
6. Get'cha Head In The Game – Drew Seeley & Corbin Bleu et d'autres danseurs
7. Push It To the Limit – Corbin Bleu
8. Marchin – Corbin Bleu
9. What I've Been Looking For (Version A) – Drew Seeley & Vanessa Hudgens
10. What I've Been Looking For (Version B) – Ashley Tisdale & Lucas Grabeel
11. Say OK – Vanessa Hudgens
12. Bop to the Top – Ashley Tisdale & Lucas Grabeel
13. Breaking Free – Drew Seeley & Vanessa Hudgens
14. We're All in This Together – Drew Seeley, Vanessa Hudgens, Ashley Tisdale, Lucas Graabel, Monique Coleman, Corbin Bleu & autres